# Kämpen (1744)
Skottpråmen Kämpen byggdes 1744 på Karlskrona Örlogsvarv av skeppsbyggmästaren Gilbert Sheldon.